# لادجي كيتا
لادجي كيتا (بالفرنسية: Ladji Keita)‏ (29 أبريل 1983 بداكار في السنغال - ) هو لاعب كرة قدم سنغالي في مركز الهجوم. لعب مع ألفيركا وبترو إتليتيكو وسبورتينغ براغا ونادي أتروميتوس ونادي بريميرو دي أغوستو ونادي بكين سينوبو غوان ونادي جان دارك ونادي ريو أفي ونادي فيتوريا سيتوبال وناسيونال ماديرا وأسوا فالنس ‏ وAEP Paphos FC ‏ وAtromitos Yeroskipou ‏.

## وصلات خارجية
- لادجي كيتا على موقع قاعدة بيانات كرة القدم.إي يو (الإنجليزية)
- لادجي كيتا على موقع Soccerway.com (الإنجليزية)